# Hiatus de Winslow
Pour les articles homonymes, voir Hiatus.
Le foramen omental (ou épiploïque, anciennement hiatus de Winslow) est une zone du tube digestif découverte par le médecin français Jacob Winslow (1669-1760). C'est une fente qui permet la communication du grand sac péritonéal (la grande cavité péritonéale), située ventralement, avec le vestibule du petit sac péritonéal (l'arrière cavité des épiploons, ou bourse omentale), située en arrière du petit omentum et de l'estomac. 
Le hiatus de Winslow est limité : 
- En avant, par le bord libre du ligament hépato-duodénal, partie viscérale du petit omentum traversée par la triade portale (formée de la veine porte hépatique, l'artère hépatique propre et le conduit biliaire commun [cholédoque]). Ce ligament s'étend du bord supérieur du duodénum proximal (D1) jusqu'à la face inférieure du foie, au niveau de la porte du foie (hiatus hépatique, fissure transverse).
- En arrière, le bord droit de la veine cave inférieure
- En haut, le péritoine qui recouvre le lobe caudé du foie
- En bas, le péritoine qui recouvre la partie proximale du duodénum (D1), ainsi que l'artère hépatique commune, cette dernière étant une branche du tronc cœliaque qui chemine le long du bord supérieur de la partie proximale du duodénum, avant d'envoyer une branche hépatique propre qui s'engage entre les deux feuillets du ligament hépato-duodénal et prend part à la triade portale.
- A gauche, par les ligaments gastro-splénique et splénorénal.

## Source
- Encyclopédie Vulgaris Médical : Hiatus de Winslow